# Control room
Control Room es un EP acústico en vivo de Avril Lavigne lanzado el 15 de abril del 2008 como descarga digital y está disponible en muchos sitios de música. Los videos de las canciones pueden ser vistos en MSN. Las canciones más populares de acuerdo a iTunes Store son «Adia» y «Losing Grip».
Las canciones fueron grabadas en The Roxy Theatre en Los Ángeles, California. Muchas de ellas fueron incluidas en el sencillo de «The Best damn Thing».

## Lista de canciones
| N.º | Título               | Escritor(es)        | Duración |  |
| 1.  | «Sk8er Boi (live)»   | Lavigne, The Matrix | 3:44     |  |
| 2.  | «Girlfriend (live)»  | Lavigne, Dr.Luke    | 4:13     |  |
| 3.  | «Innocence (live)»   | Lavigne, Taubenfeld | 3:59     |  |
| 4.  | «Hot (live)»         | Lavigne, Taubenfeld | 3:35     |  |
| 5.  | «Losing Grip (live)» | Lavigne, Magness    | 3:49     |  |
| 6.  | «Adia (live)»        | Sarah McLachlan     | 4:10     |  |